# هاينريش جرايتس
هاينريش جرايتز (بالألمانية: Heinrich Graetz)‏ (و. 1817 – 1891 م) هو مؤرخ، وعالم عقيدة، وحاخام ألماني، توفي في ميونخ، عن عمر يناهز 74 عاماً.

## التعليم
تعلم في جامعة ينا.

## روابط خارجية
- هاينريش جرايتز على موقع الموسوعة البريطانية (الإنجليزية)